# 查德·強森
布萊恩·查德·強森（英語：Brian Chad Johnson，1987年8月11日—）是一名美國真人秀電視名人。他最出名是在《The Bachelorette》、《Bachelor in Paradise》、《Famously Single》和《Celebrity Big Brother UK》中擔任參賽者。他也是電視節目《Extra》的特派記者。他還參加MTV的《Ex on the Beach》第二季。

## 早年
查德·強森於1987年8月11日出生在美國的奧克拉荷馬州。他曾在奧克拉荷馬大學上學，並在美國海軍陸戰隊服役。

## 2020年被捕與色情事業
強森於2020年2月24日被捕，罪名是搶劫和家庭暴力。
在被捕後，強森之前預定的大部分電視節目演出都被取消，而強森聲稱要開始從事色情事業。

## 影視作品列表
| 年份      | 標題                                  | 角色   | 備註          |
| --------- | ------------------------------------- | ------ | ------------- |
| 2016      | 《The Bachelorette》                  | 他自己 | 第十二季      |
| 2016      | 《Bachelor in Paradise》              | 他自己 | 第三季        |
| 2017      | 《Ben & Lauren: Happily Ever After?》 | 他自己 | 客串，1集     |
| 2017      | 《Famously Single》                   | 他自己 | 第二季，8集   |
| 2017      | 《Celebrity Big Brother》             | 他自己 | 第二十季      |
| 2018-2019 | 《Ex on the Beach》                   | 他自己 | 第二季        |
| 2020      | 《The Eric Andre Show》               | 他自己 | 第五季，第9集 |

## 外部連結
- 官方网站 （页面存档备份，存于）